# Claußnitz
Claußnitz − gmina w Niemczech, w kraju związkowym Saksonia, w okręgu administracyjnym Chemnitz, w powiecie Mittelsachsen.

## Współpraca
Miejscowości partnerskie:
- Hermaringen, Badenia-Wirtembergia
- Nová Ľubovňa, Słowacja